# Loketský kraj
Počátky existence Loketského kraje nebo také jen Loketska spadají do druhé poloviny 13. století, kdy Přemysl Otakar II. původní hradské zřízení nahradil krajským zřízením. Raně středověké přemyslovské správní hradiště se nalézalo na hradu Loket, podle nějž byl také celý kraj pojmenován. Loketsko se počítalo mezi tzv. vnější kraje Čech se zvláštním postavením. Zrušeno bylo k roku 1849.

## Historie

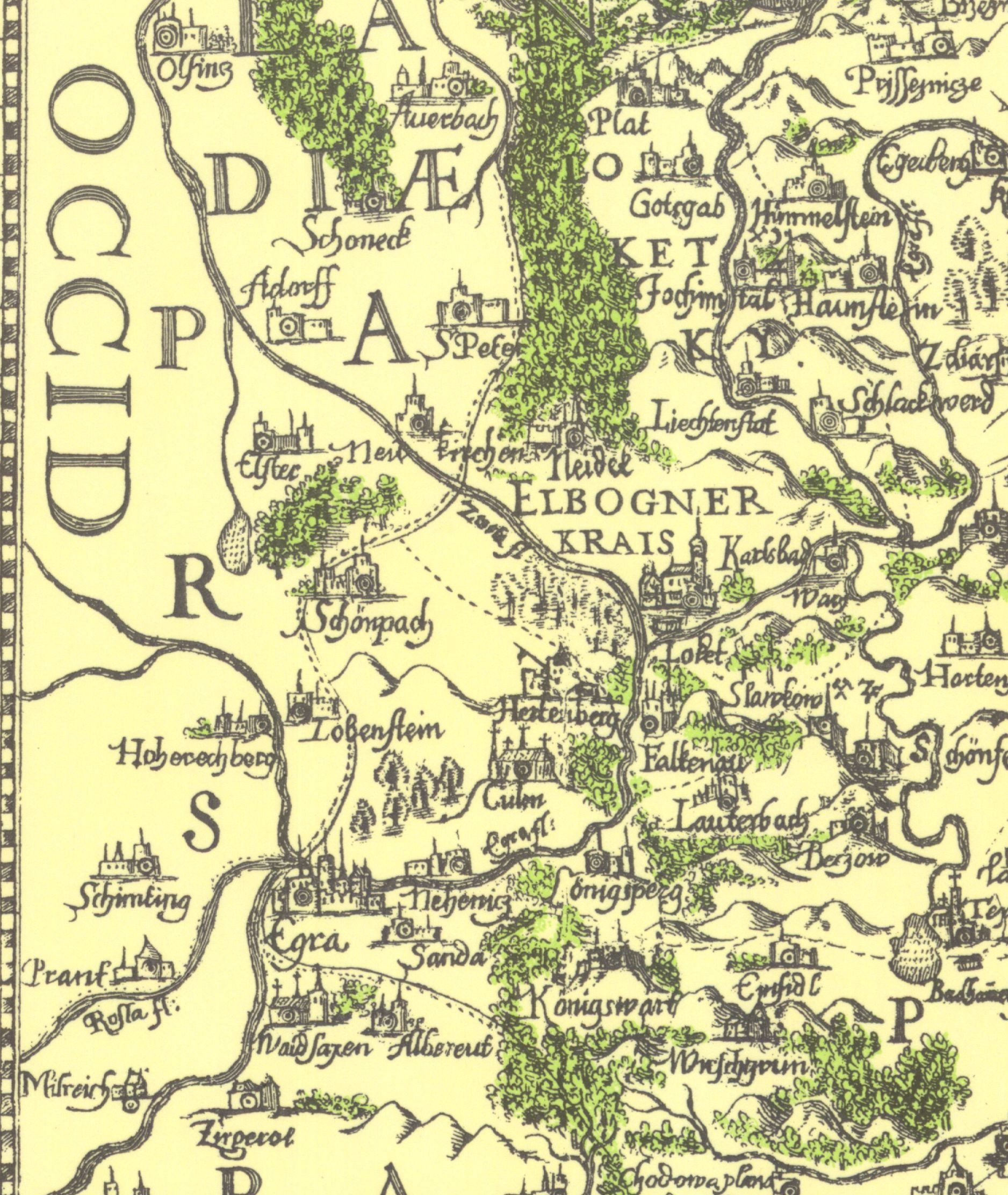
Nejstarší vyobrazení Loketského kraje na Aretinově mapě (1619)

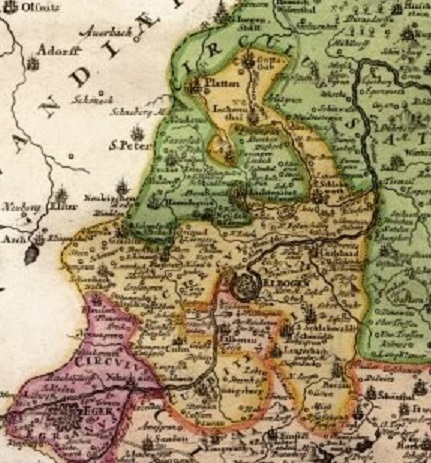
Loketský kraj na Vogtově mapě (1712)

Na území Loketska žili původně Sedličané, jeden z předpokládaných českých kmenů, jejichž centrem bylo hradiště Sedlec. Poprvé je zmiňováno v zakladatelské listině pražského biskupství. V první polovině 12. století se toto území dostalo do držení markrabat z Vohburku a pak Fridricha I. Barbarossy, čímž bylo načas fakticky ovládáno z císařské falce v tehdy samostatném Chebu, ačkoli jinak patřilo k Čechám. Do roku 1226 se nazývalo Sedlecko a až poté Loketsko podle nového hradu Lokte, jehož purkrabí ho spravovali.
Původní řídké slovanské osídlení u řeky Ohře bylo během 14. století přečísleno německými kolonisty. Ti s sebou přinesli také nový systém právních vztahů, když statky u Kynšperka získali jako manství z větší části Leuchtenberkové. Ostatní se potom staly manstvím loketského hradu, kde byl pro ně zřízen zvláštní manský soud. Proto bylo Loketsko do jisté míry samosprávné a kvůli svému zvláštnímu postavení bylo podobně jako Kladsko počítáno k tzv. vnějším krajům. Postupným vývojem byl však územní rozsah Loketského kraje omezován, protože z pravomoci loketských purkrabí byly vyňaty církevní statky a část manských byla přeměněna na šlechtické (tzv. zpupné), z nichž některé se staly součástí Plzeňska nebo Žatecka. V 17. století už touto přeměnou ve zpupné statky prošla většina území Loketska, manský soud tím zanikl, čímž se zvláštní postavení kraje samo vytratilo.
Loketský kraj je známý svou těžební minulostí a protestantskou vírou. Nalézalo se zde plno hornických měst, městeček a osad, k nejvýznamnějším patřil Jáchymov a Horní Slavkov. Těžilo se zde stříbro, cín a další nerostné suroviny, na kterých tato oblast zbohatla. Při tzv. solním sčítání (seznam konzumentů soli za účelem výběru daní) v roce 1702 bylo zjištěno v Loketském kraji 23 818 křesťanů a 116 židů. Dohromady tedy 23 934 obyvatel nad 10 let.
Při reformě roku 1714 došlo připojení Loketského kraje ke kraji Žateckému, ale již 23. ledna 1751 reskriptem Marie Terezie bylo od Žateckého kraje Loketsko opět odděleno a navíc zvětšeno oproti původní rozloze, když k němu přibyla např. do té doby částečně autonomní oblast Chebska. Loketský hejtman nicméně prováděl jen berní správu Chebska, ostatní záležitosti měl stále ve své kompetenci chebský purkrabí. Změna nastala až roku 1773, kdy byl úřad purkrabího jako poslední institucionální výraz chebské samostatnosti zrušen. Kraj vydržel v původním uspořádání až do roku 1849, kdy bylo císařským nařízením č. 268/1849 o nové organizaci soudní, č. 255/1849 o nové organizaci správy a prozatímním zákonem obecním č. 170 ze 17. března 1849 nahrazen správou státní (zeměpanskou).

## Hejtmané
- 1405–1412 Albrecht mladší Libštejnský z Kolovrat[3]
- okolo roku 1599 Jobst Thüssel z Taltitz[4]
- okolo roku 1608 Jan Jindřich z Písnice[5]
- 1633 Gottfried Hertel z Leutersdorfu[6]
- 1633–1635 Jan Bedřich Vchynský z Vchynic a Tetova
- 1641–1645 Jan Hartvík z Nostic
- 1646–1649 Vilém z Metternichu
- 1650–1652 Adam Jindřich z Písnice
- 1652–1658 Jaroslav Julius Libštejnský z Kolovrat
- 1659–1677 Julius Albrecht Libštejnský z Kolovrat
- 1678–1685 Jan Ferdinand František z Písnice
- 1685–1686 Dietrich Adolf z Metternichu
- 1686–1692 Jan Ferdinand František z Písnice
- 1694–1708 Karel Jiří Václav Michna z Vacínova
- 1708–1710 Leopold Adolf z Písnice
- 1710–1711 Julius Jindřich Josef z Písnice [5]
- 1711–1713 František Helfrýd Voračický z Paběnic
- 1751–1752 František Hubryk z Hennersdorfu
- 1753–1759 Maxmilián Václav Lažanský z Bukové
- 1760–1763 František Václav Haugvic z Biskupic
- 1763–1764 Baltazar Bossi
- 1766–1788 Jan Otto z Ottilienfeldu
- 1789–1791 Filip František Krakovský z Kolovrat
- 1792–1799 Kašpar Heřman Künigl
- 1800–1802 Filip von Stahl
- 1804–1808 Josef von Schüller
- 1808–1817 Johann von Weyrother
- 1818–1832 Josef Erben
- 1833–1849 Jan Jindřich von Karg-Bebenburg

## Sídla v kraji roku 1654
Místa v kraji Loketském z roku 1654, označená v berní rule tohoto kraje jako města a městečka

### Města
| město         | stav                                    | počet obyvatel roku 1702 | počet budov roku 1830 | obyvatelstvo přítomné roku 1830 | obyvatelstvo domácí roku 1830 |
| ------------- | --------------------------------------- | ------------------------ | --------------------- | ------------------------------- | ----------------------------- |
| Loket         | královské krajské město                 | 1804                     | 265                   | 2010                            | 1959                          |
| Horní Slavkov | královské horní město                   | 1764                     | 543                   | 3550                            | 3554                          |
| Jáchymov      | královské horní město                   | 1676                     | 576                   | 4337                            | 4371                          |
| Krásno        | královské horní město                   | 825                      | 396                   | 2521                            | 2518                          |
| Karlovy Vary  | královské město                         | 685                      | 504                   | 2976                            | 2879                          |
| Ostrov        | poddanské, panské město, panství Ostrov | 547                      | 238                   | 1073                            | 1050                          |
| Čistá         | královské horní město                   | 717                      | 253                   | 1548                            | 1559                          |

1. ↑  Roku 1702 jsou uvedeni obyvatelé nad 10 let.

### Městečka
| městečko          | stav                                                     | počet obyvatel roku 1702 | počet budov roku 1830 | obyvatelstvo přítomné roku 1830 | obyvatelstvo domácí roku 1830 |
| ----------------- | -------------------------------------------------------- | ------------------------ | --------------------- | ------------------------------- | ----------------------------- |
| Kraslice          | poddanské, panské městečko, panství Kraslice             | 917                      | 624                   | 4698                            | 4727                          |
| Horní Blatná      | královské horní městečko, patřící k jáchymovskému okresu | 802                      | 241                   | 1689                            | 1705                          |
| Kynšperk nad Ohří | poddanské, panské městečko, panství Kynšperk nad Ohří    | 535                      | 445                   | 3295                            | 3298                          |
| Bečov nad Teplou  | poddanské, panské městečko, panství Bečov nad Teplou     | 499                      | 275                   | 1732                            | 1782                          |
| Hroznětín         | poddanské, panské městečko, panství Ostrov               | 390                      | 163                   | 967                             | 923                           |
| Boží Dar          | královské horní městečko, patřící k jáchymovskému okresu | 366                      | 190                   | 1191                            | 1207                          |
| Luby              | poddanské, panské městečko, panství Hartenberk a Luby    | 364                      | 304                   | 2222                            | 2236                          |
| Krajková          | poddanské, panské městečko, panství Hartenberk a Luby    | 235                      | 221                   | 1432                            | 1463                          |
| Oloví             | královské horní městečko, patřící k jáchymovskému okresu | 196                      | 165                   | 915                             | 932                           |
| Ryžovna           | královské horní městečko, patřící k jáchymovskému okresu |                          |                       |                                 |                               |

1. ↑  Roku 1702 jsou uvedeni obyvatelé nad 10 let.
2. 1 2  K roku 1651.